# James Tien
James Tien, auch bekannt als Tien Chun (chinesisch 田俊, Pinyin Tián Jùn, W.-G. Tien Chun, Jyutping Tin4 Zeon3, * 28. Mai 1942 im Kreis Chao’an – heute Stadtbezirk von Chaozhou – Guangdong, China), oder James Tien Chun, ist ein chinesischer Schauspieler, der überwiegend in Martial-Arts- und Kung-Fu-Filmen auftrat. Er spielte an der Seite bekannter Kampfkünstler wie Bruce Lee, Jackie Chan und Sammo Hung. Er trat meist in Nebenrollen oder als Schurke auf.

## Leben
James Tien wurde im Bezirk Chao’an (damals eigenständiger Kreis) bei Chaozhou geboren. 1958 zog er mit seiner Familie in die damalige britische Kronkolonie Hongkong.
Mit seinem Beitritt bei den Shaw Brothers in den späten 60er Jahren begann Tiens Karriere. Sein Debüt hatte er 1968 in dem Film That Fiery Girl, seine erste bedeutsame Rolle hatte er ein Jahr später in dem Film Raw Courage unter der Regie von Lo Wei. Nachdem er in einigen Shaw-Brothers-Filmen wechselte er zu Golden Harvest. Dort spielte 1971 an der Seite von Bruce Lee in dem Film Die Todesfaust des Cheng Li mit, wieder unter der Regie von Lo Wei. Mit Lee und Wei arbeitete Tien auch in deren nächsten Film Todesgrüße aus Shanghai zusammen. Eine dritte Zusammenarbeit mit Lee erfolgte mit  Mein letzter Kampf. In der Originalversion des Films hatte Tien eine größere Rolle an der Seite von Lee. Nach Lees Tod wurde Tiens Rolle im fertigen Film massiv reduziert, da die ursprünglichen Szenen als verschollen galten. Im fertigen Film taucht Tien nur noch in einer Szene auf.
1976 spielte Tien in John Woos Film Hand of Death an der Seite der „drei Brüder“ Jackie Chan, Sammo Hung und Yuen Biao mit. Nachdem er ein Jahr später in Hungs Filmdebüt The Iron-Fisted Monk auftrat, spielte er in vielen der Filme der drei kleine Rollen, meist als Schurke, z. B. in Winners and Sinners, Dragon Hero, Tokyo Powerman und Action Hunter. Tien arbeitete auch oft mit Lo Wei zusammen.
Seine letzte Rolle hatte James Tien im Jahr 1996 im Film How to Meet the Lucky Stars. 2000 zog sich er von der Schauspielerei zurück.

## Filmografie
- 1968: That Fiery Girl
- 1969: Raw Courage
- 1969: The Golden Sword
- 1970: Brothers Five
- 1970: Der Kampf um die Todessiegel
- 1970: A Taste of Cold Steel
- 1970: The Iron Buddha
- 1970: The Eagle’s Claw
- 1971: Die Todesfaust des Cheng Li
- 1971: Vengeance of a Snow Girl
- 1971: The Crimson Charm
- 1971: The Blade Spares None
- 1971: The Chase
- 1971: The Eunuch
- 1972: Todesgrüße aus Shanghai
- 1973: The Fighter – Flucht ins Chaos
- 1973: None but the Brave
- 1973: A Man Called Tiger
- 1973: Thunderbolt
- 1973: The Tattoed Dragon
- 1974: Naughty! Naughty!
- 1974: Shaolin Boxers
- 1975: The Dragon Tamers
- 1975: All in the Family
- 1975: The Bedevilled
- 1975: The Last Message
- 1975: The Seven Coffins
- 1975: My Wacky, Wacky World
- 1976: Hand of Death
- 1977: Shaolin – Bruderschaft der schwarzen Spinne
- 1977: The Iron-Fisted Monk
- 1977: The Shaolin Plot
- 1978:  Mein letzter Kampf
- 1978: Meister aller Klassen 2
- 1978: Master of Death
- 1978: Naked Comes the Huntress
- 1979: Dragon Hero
- 1979: Zwei Schlitzohren in der Knochenmühle
- 1979: Bone Crushing Kid
- 1979: Immortal Warriors
- 1980: Karate Bomber
- 1981: Die Todesfaust des kleinen Drachen
- 1982: Carry on Pickpocket
- 1983: Superfighter 2
- 1983: Winners and Sinners
- 1984: Owl vs. Bumbo
- 1984: The Return of Pom Pom
- 1985: Ultra Force 2
- 1985: Tokyo Powerman
- 1985: Powerman 3
- 1986: Shanghai Police – Die wüsteste Truppe der Welt
- 1986: Lucky Stars Go Places
- 1986: Mr. Vampire 2
- 1986: Roas
- 1987: Tage des Terrors
- 1987: My Cousin, the Ghost
- 1988: Action Hunter
- 1988: Hero of Tomorrow
- 1988: Last Eunuch in China
- 1989: Burning Sensation
- 1990: Pantyhose Hero
- 1990: The Nocturnal Demon
- 1991: Lee Rock
- 1991: Gambling Ghost
- 1991: Money Maker
- 1993: Blade of Fury
- 1996: How to Meet the Lucky Stars

Quelle: Hong Kong Movie Database